# Unidades de pressão

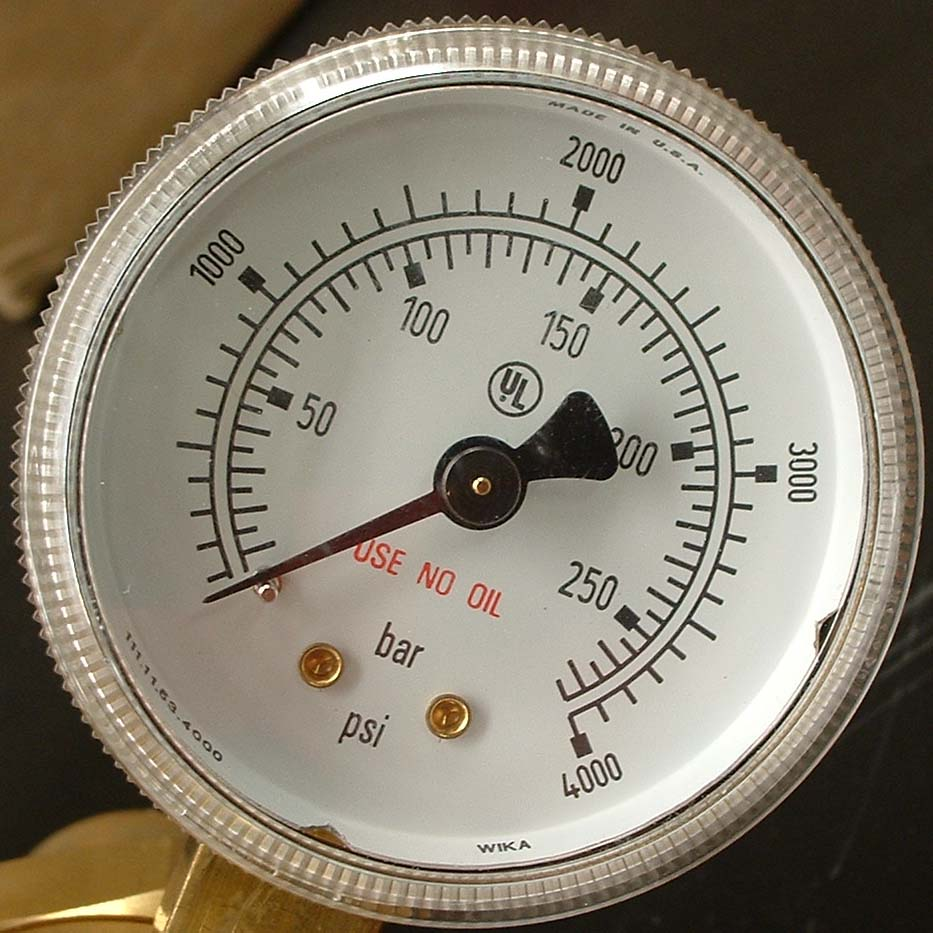
Manómetro.

Denomina-se pressão à grandeza física que mede a força que se exerce por unidade de área. Algumas das unidades utilizadas para expressá-la são:

## Sistema internacional de unidades
- Gigapascal (GPa), 109 Pa
- Megapascal (MPa), 106 Pa
- Quilopascal (kPa), 103 Pa
- Pascal (Pa), unidade derivada de pressão do SI, equivalente a um newton por metro quadrado ortogonal à força.

## Sistema CGS de unidades
- Baria

## Sistema técnico gravitatório
- Quilograma-força por centímetro quadrado (kgf/cm2)[1]

## Sistema técnico de unidades
- Metro coluna de água (m.c.a.) (unidade de pressão básica deste sistema)
- Centímetro coluna de água (cm.c.a.)
- Milímetro coluna de água (mm.c.a.)

## Sistema inglês
- KSI = 1000 PSI
- PSI, unidade de pressão básica deste sistema.
- Libra por polegada quadrada (lbf/in2)

## Sistema técnico inglês
- Pé coluna de água: é equivalente a 0,433 (lbf/ft2), 2,989 kilopascal (kPa), 29,89 milibar (mbar) ou 0,882 polegadas coluna de mercúrio (inHg)
- Polegada coluna de água

## Outros sistemas de unidades
- Atmosfera (atm) = 101325 Pa = 1013,25 mbar
- Milímetro de mercúrio (mmHg) = Torricelli (Torr)
- Polegadas de mercúrio (polegadas Hg)
- Bar